# IC 110
IC 110 — галактика типу NF (в процесі підтвердження) у сузір'ї Риби.
Цей об'єкт міститься в оригінальній редакції індексного каталогу.